# Сторожевое 2-е
Сторожевое 2-е — село в Лискинском районе Воронежской области. Административный центр Сторожевского 2-го сельского поселения.
Расположено на правом берегу Топки в 18 км к северо-востоку от города Лиски и в 65 км к юго-востоку от Воронежа.
| 2010 | 2012 | 2013 | 2014 | 2015 | 2016 | 2017 |
| ---- | ---- | ---- | ---- | ---- | ---- | ---- |
| 592  | ↘569 | ↘555 | ↘544 | ↘536 | ↘534 | ↗539 |
| 2018 |      |      |      |      |      |      |
| ↘521 |      |      |      |      |      |      |